# Désiré Tsarahazana
Désiré Tsarahazana (ur. 13 czerwca 1954 roku w Amboangibe) – madagaskarski duchowny katolicki, arcybiskup Toamasiny od 2010, kardynał od 2018.

## Życiorys
Święcenia kapłańskie przyjął 28 września 1986 roku. Po święceniach został wikariuszem w Mananara-Nord, gdzie pracował przez trzy lata. Od 1990 był wykładowcą w niższym seminarium w Antsirananie oraz kapelanem miejscowej żandarmerii.

### Episkopat
30 października 2000 roku został mianowany przez papieża Jana Pawła II biskupem diecezji Fenoarivo Atsinanana. Sakry biskupiej udzielił mu 18 lutego 2001 roku Michel Malo – ówczesny arcybiskup archidiecezji Antsiranana. W dniu 24 listopada 2008 roku został mianowany przez papieża Benedykta XVI biskupem diecezji Toamasina. W dniu 26 lutego 2010 roku został podniesiony do godności arcybiskupa metropolity Toamasiny.
Od listopada 2012 roku pełni funkcję przewodniczącego madagaskarskiej Konferencji Episkopatu.
20 maja 2018 podczas modlitwy Regina Coeli papież Franciszek ogłosił, że mianował go kardynałem. Jego kreacja kardynalska odbyła się na konsystorzu 28 czerwca 2018. Brał udział w konklawe 2025, które wybrało papieża Leona XIV.